# Église Notre-Dame de Basse-Allemagne
Pour les articles homonymes, voir Église Notre-Dame.
L'église Notre-Dame de Basse-Allemagne, ou d'Allemagne-la-Basse ou de Fleury-sur-Orne, est une église catholique située à Fleury-sur-Orne, en France.

## Localisation
L'église est située dans le département français du Calvados, au sud la commune de Fleury-sur-Orne (nommée Allemagne avant 1917).

## Historique
Le clocher est classé au titre des Monuments historiques le 22 octobre 1913.

## Architecture

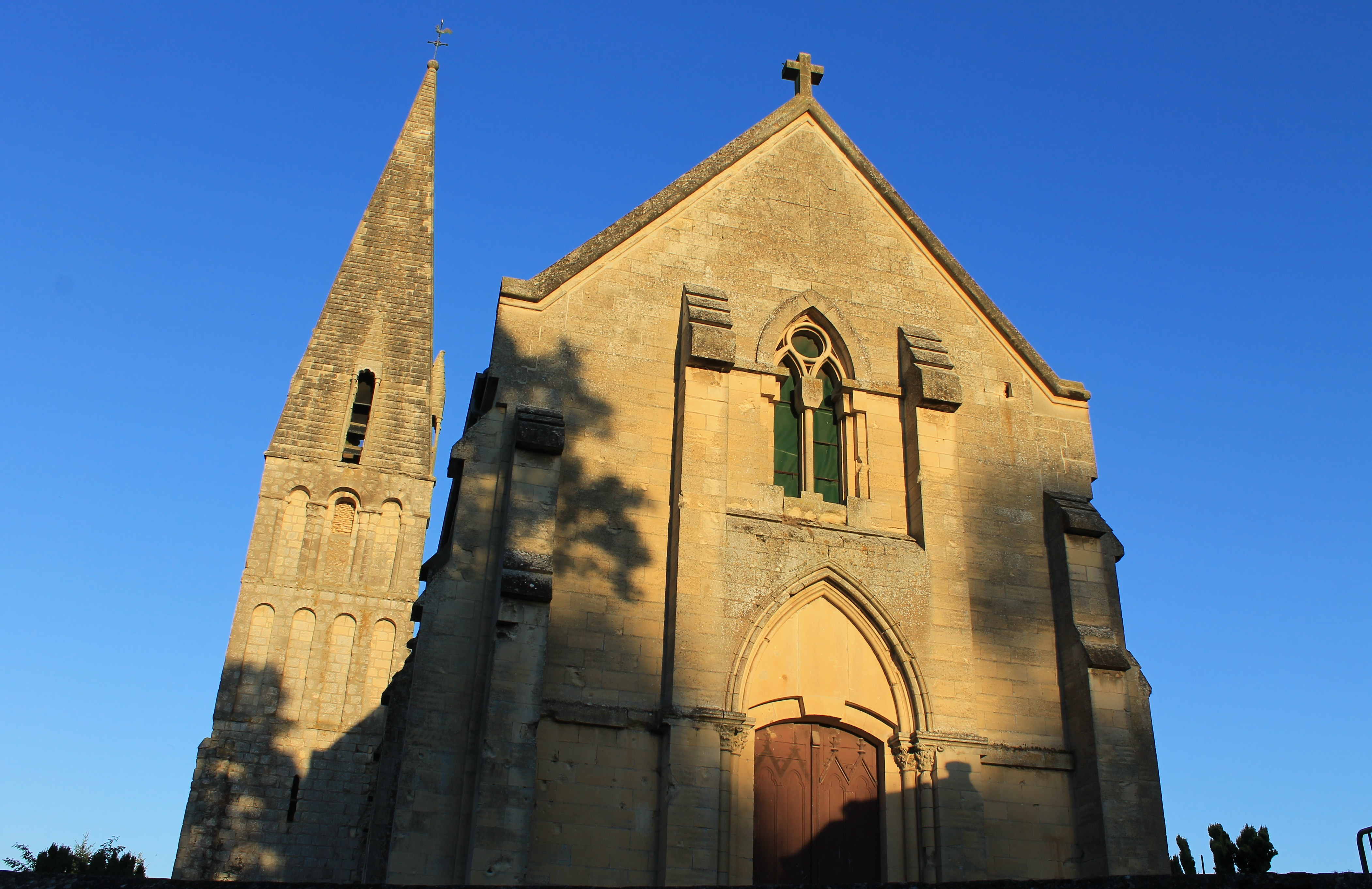
La façade et l'entrée de l'église Notre-Dame d'Allemagne-la-Basse.
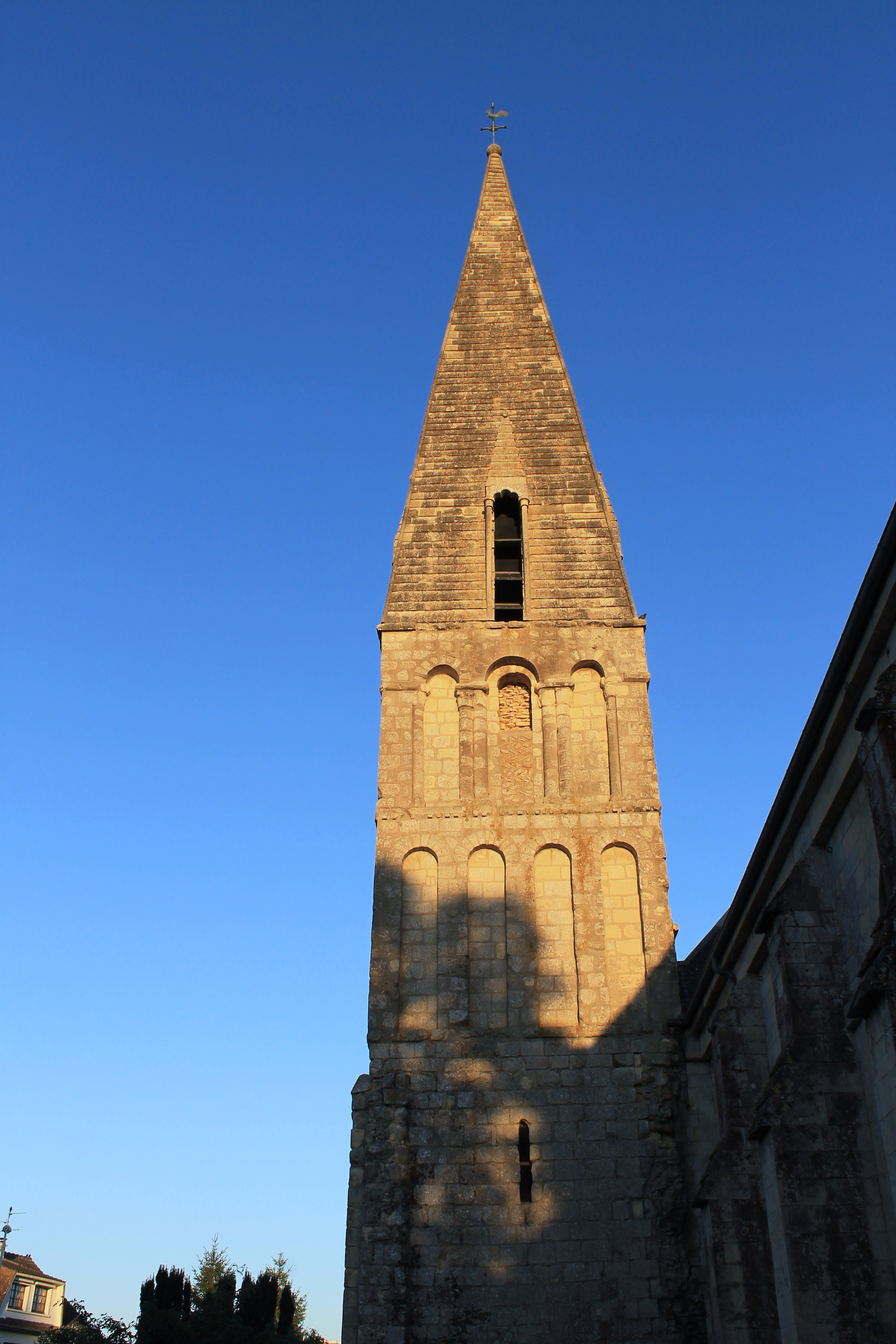
Le clocher de l'église.
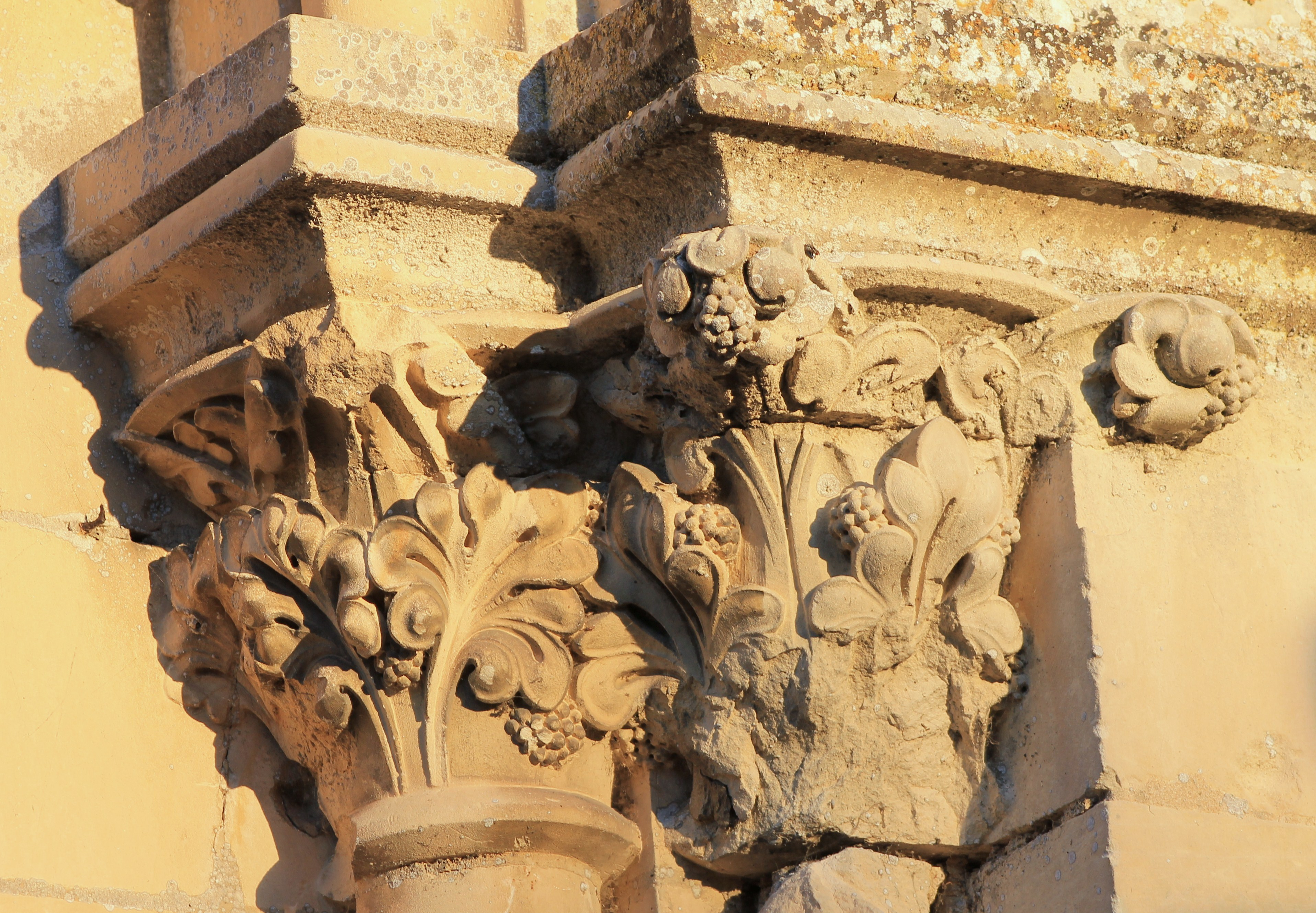
Un des chapiteaux sur l'extérieur de l'église.
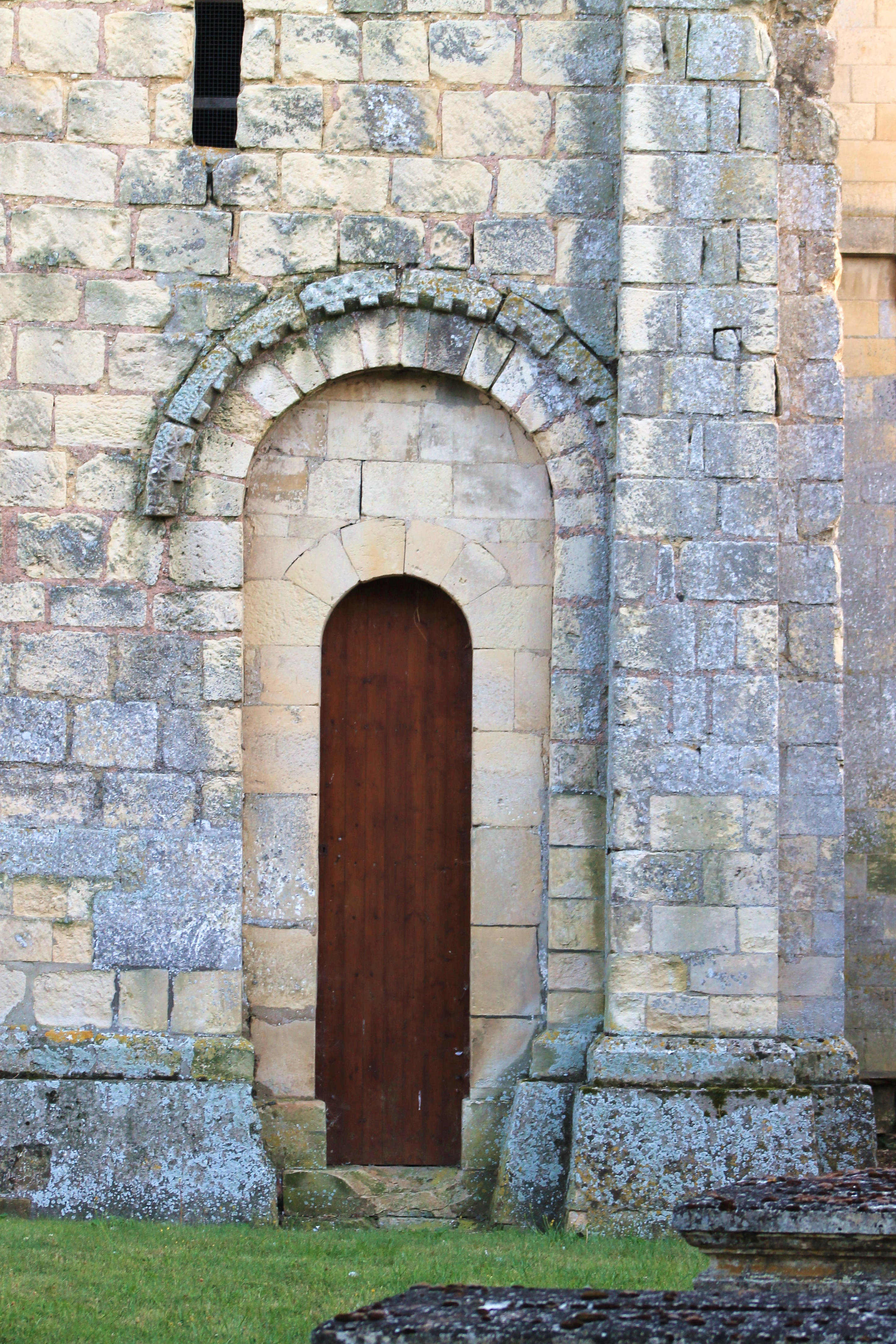
Porte nord à la base du clocher